# کورادو آلوارو
کُرّادو آلوارو (به ایتالیایی: Corrado Alvaro) (زاده ۱۵ آوریل ۱۸۹۵ – درگذشته ۱۱ ژوئن ۱۹۵۶، رم) روزنامه‌نگار، رمان‌نویس، نویسنده داستان‌های کوتاه، فیلمنامه و نمایشنامه بود. او اغلب از سبک وریسم برای توصیف فقر ناامیدکننده در زادگاهش کالابریا استفاده می‌کرد. اولین موفقیت رمان شورش در آسپرومونته بود که به بررسی استثمار دهقانان روستایی توسط زمینداران حریص در کالابریا می‌پرداخت و بسیاری از منتقدان آن را شاهکار او می‌دانند.

## زندگی‌نامه
او در سن لوکا، روستای کوچکی در جنوبی‌ترین منطقه کالابریا به دنیا آمد. پدرش آنتونیو معلم دبستان بود و یک مدرسه عصرانه برای کشاورزان و چوپانان بی‌سواد تأسیس کرده بود. آلوارو در مدارس شبانه‌روزی یسوعی‌ها در رم و اومبریا تحصیل کرد. او در سال ۱۹۱۹ در رشته ادبیات در دانشگاه میلان فارغ التحصیل شد و به عنوان روزنامه‌نگار و منتقد ادبی برای دو روزنامه روزانه به نام‌های ایل رستو دی کارلینو بولونیا و کوریره دلا سرای میلان. شروع به کار کرد.
او در طول جنگ جهانی اول با درجه افسری در ارتش ایتالیا خدمت کرد. پس از مجروح شدن از هر دو دست، مدت زیادی را در بیمارستان‌های نظامی سپری کرد.

## آثار
- آخرین یادداشت‌ها
- کافه دریانوردان (نمایشنامه)
- انسان نیرومند است
- بیست سال (داستان)
- سفرنامه ایتالیایی
- زمان ما و امید
- هفتاد و پنج داستان